# Maison ukrainienne
La Maison ukrainienne (ukrainien : Український дім) est un centre de congrès ukrainien de Kiev.
Le centre se trouve au no 2 rub Krechtchatyk au cœur de la capitale. Construit entre 1978 et 1982 comme une annexe du musée pour glorifier Lénine. Vadym Hopkalo, Vadym Hrechyna, Volodymyr Kolomiyets et Leonid Filenko reçurent en 1985 le prix Chevtchenko pour la réalisation du bâtiment.
Lors de Euromaïdan en 2013 les Berkout reprirent le centre de congrès. Les manifestants, après un siège, investirent le centre pour devenir un centre d'activités comme une bibliothèque.